# Максимилиан Фердинанд фон Тьоринг-Зеефелд
Максимилиан Фердинанд фон Тьоринг-Зеефелд (на немски: Maximilian Ferdinand Graf von Törring-Seefeld; * 13 февруари 1632; † 25 септември 1683, Виена) е граф на Тьоринг и Зеефелд в Горна Бавария.

## Биография
Той е син на граф Фердинанд II Максимилиан фон Тьоринг-Зеефелд (1607 – 1681) и първата му съпруга фрайин Елизабет фон Ламберг († 31 октомври 1635), дъщеря на фрайхер Зигисмунд Георг фон Ламберг и фрайин Ева фон Найдек.
Баща му се жени втори път на 11 октомври 1637 г. в Инсбрук за фрайин Изабела Серафина фон Бемелберг († 1668), дъщеря на фрайхер Конрад XII фон Бемелберг-Хоенбург (1578 – 1626) и графиня Анна Констанция фон Фюрстенберг-Хайлигенберг, ландграфиня в Баар (1577 – 1659). Така той има две полусестри Анна Мария Аделхайд фон Тьоринг-Зеефелд (1651 – 1683), омъжена на 18 февруари 1671 г. в Мюнхен за граф Макс Йохан Франц фон Прайзинг-Хоенашау († 1718), и Мария Катарина Терезия фон Тьоринг-Зеефелд (1653 – 1698), омъжена на 1 май 1679 г. в Мюнхен за фрайхер Йохан Фердинанд фон Пуех († 1685)
Максимилиан Фердинанд завършва през 1647 г. йезуитската гимназия в Мюнхен (днес „Вилхелмсгимназиум Мюнхен“) и след това следва в Залцбург и от 1751 г. в Инголщат.
Той е баварски таен съветник, обрист-кемерер и управител във Волфратсхаузен. През 1681 г. става господар на дворец Зеефелд.
Максимилиан Фердинанд е убит в битка на 25 септември 1683 г. във Виена на 51 години при Втората обсада на Виена от турците.

## Фамилия
Максимилиан Фердинанд се жени на 13 февруари 1667 г. в „Св. Петър“ в Мюнхен за Мария Анна Катерина ди Сан Мартино (* 24 януари 1651; † 1 януари 1729, Мюнхен), дъщеря на Октаве ди Сан Мартино, маркиз ди Сан Германо и Луиза Кристина Дамас де Кастелане. Те имат децата:
- Мария Аделхайд Лудовика фон Тьоринг-Зеефелд (* 6 май/декември 1668; † 6 ноември/16 декември 1746), омъжена за Гауденц фон Рехберг (* 6 март 1664; † 6/11 септември 1755)
- Фердинанд Йозеф фон Тьоринг-Зеефелд (* 17 април 1669; † 6 май 1737, Аугсбург)
- Максимилиан Кайетан фон Тьоринг-Зеефелд (* 9 август 1670; † 28 юни 1752), женен на 22 март 1692 г. в „Св. Петър“ в Мюнхен за маркиза Мария Аделхайд Фелицитас Анжелели-Нери ди Каноса (* 31 март 1674; † 15 февруари 1737, Мюнхен)
- Йозеф Клеменс Игнац фон Тьоринг-Зеефелд (1674 – 1675)
- Виоланта Мария Беатрикс фон Тьоринг-Зеефелд (1675 – 1677)
- Мария Виоланта Терезия фон Тьоринг-Зеефелд (1678 – 1678)
- Мария Анна Кунигунда фон Тьоринг-Зеефелд (* 16 декември 1677; † 18 декември 1739), омъжена на 13 февруари 1697 г. в Хилгертсхаузен за фрайхер Максимилиан Феликс Льош фон Хилгертсхаузен (* 1669; † 28 юни 1728)
- Филип Йозеф фон Тьоринг-Зеефелд (* 12 май 1680; † 26 октомври 1735), женен 1709 г. за фрайин Мауриция Франциска фон Фраунхофен (* 27 юли 1693; † 10 април 1738)

Вдовицата му Мария Анна Катерина Франка ди Сан Мартино ди Сан Германо се омъжва втори път на 1 юли 1685 г. в Св. Петър в Мюнхен за граф Паул Фугер фон Кирхберг-Вайсенхорн (* 13 октомври 1637, Аугусбург; † 27 април 1701, Мюнхен).